# Les Mots magiques (album)
Cet article concerne l'album musical. Pour le film, voir Les Mots magiques.
Albums de Anne Sylvestre
Fabulettes pour de rire Fabulettes aux oiseaux
Les Mots magiques est un album d'Anne Sylvestre paru chez EPM Musique en 1996.

## Historique
Sorti en 1996, il reprend des titres enregistrés en 1984 : les pistes 1 à 3, 9 à 13 et 19.
En CD, il est le treizième de la série des Fabulettes chez EPM.
« Des chansons gaies et chansons tendres, chansons drôles ou pour apprendre, des mots magiques à deviner, des mots qui portent et font rêver. »

## Titres
Toutes les chansons sont écrites et composées par Anne Sylvestre.
| No  | Titre              | Durée      |
| --- | ------------------ | ---------- |
| 1.  | Les Mots magiques  | 1 min 12 s |
| 2.  | Bonjour            | 1 min 07 s |
| 3.  | Beaucoup           | 1 min 19 s |
| 4.  | Merci              | 1 min 13 s |
| 5.  | Oui                | 1 min 02 s |
| 6.  | Papa               | 2 min 02 s |
| 7.  | Peut-être          | 1 min 43 s |
| 8.  | Encore             | 1 min 28 s |
| 9.  | S'il te plaît      | 1 min 23 s |
| 10. | Pardon             | 1 min 28 s |
| 11. | Attention          | 1 min 42 s |
| 12. | Je t'aime          | 1 min 17 s |
| 13. | Pourquoi           | 1 min 13 s |
| 14. | Maman              | 3 min 08 s |
| 15. | Les Bisous         | 2 min 25 s |
| 16. | Non.               | 1 min 19 s |
| 17. | L'Amour            | 2 min 50 s |
| 18. | Bonsoir bonne nuit | 1 min 37 s |
| 19. | Au revoir          | 1 min 13 s |

## Production
- Production : EPM Musique
- Direction musicale : François Rauber
- Prise de son : Thierry Alazard (studio Métronome)
- Illustration de pochette : Pef
- Maquette : slheureux

## Distinctions
- 12e cérémonie des Victoires de la musique : nomination à l'album de musique pour enfants[4] (1997)